# Empire colonial néerlandais

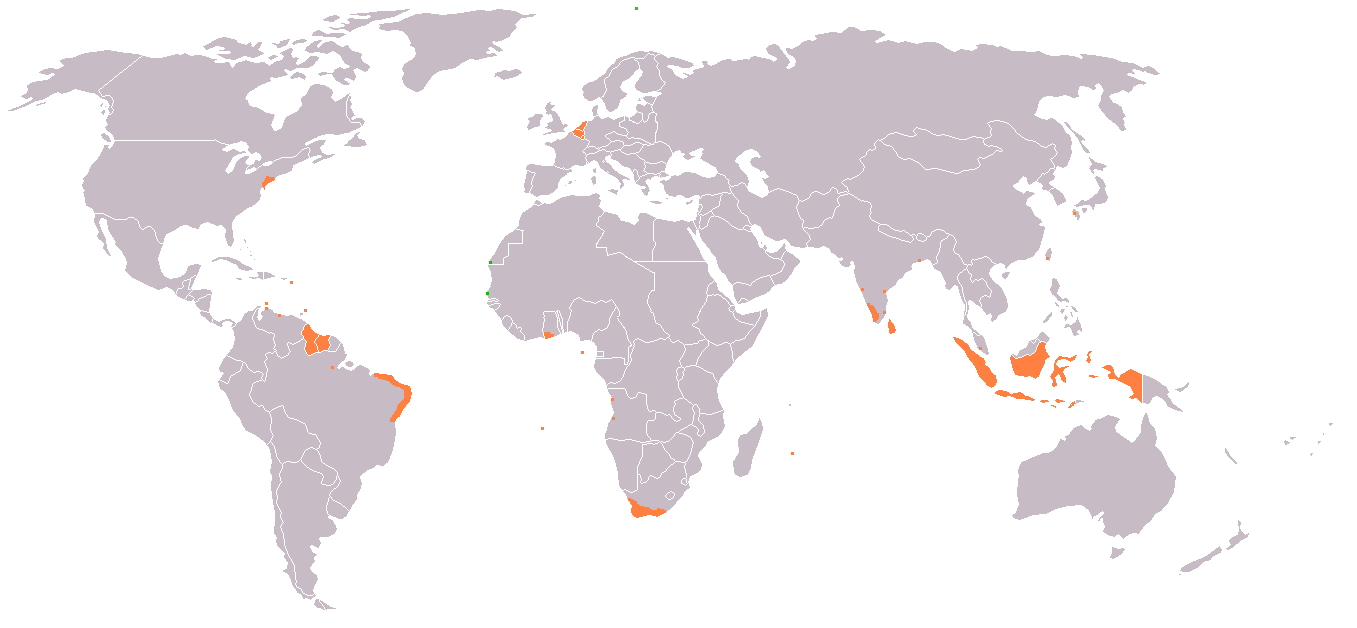
Carte anachronique des territoires colonisés par les Provinces-Unies.

L’empire colonial néerlandais (1603-1975) est le nom donné à des territoires colonisés par les Provinces-Unies, principalement entre le XVIIe siècle et le XXe siècle, puis repris par le royaume uni des Pays-Bas et par les Pays-Bas actuels. Il s'est développé au cours du XVIIe siècle, à l'époque du siècle d'or néerlandais où les Provinces-Unies étaient la puissance maritime et économique dominante dans le monde sous l'impulsion de la Compagnie néerlandaise des Indes orientales. Les Provinces-Unies perdirent une partie de leurs colonies au XVIIIe siècle notamment aux mains des Anglais mais conservèrent jusqu'au milieu du XXe siècle les Indes orientales néerlandaises (actuelle Indonésie), le Suriname et les Antilles néerlandaises.

## Développement historique

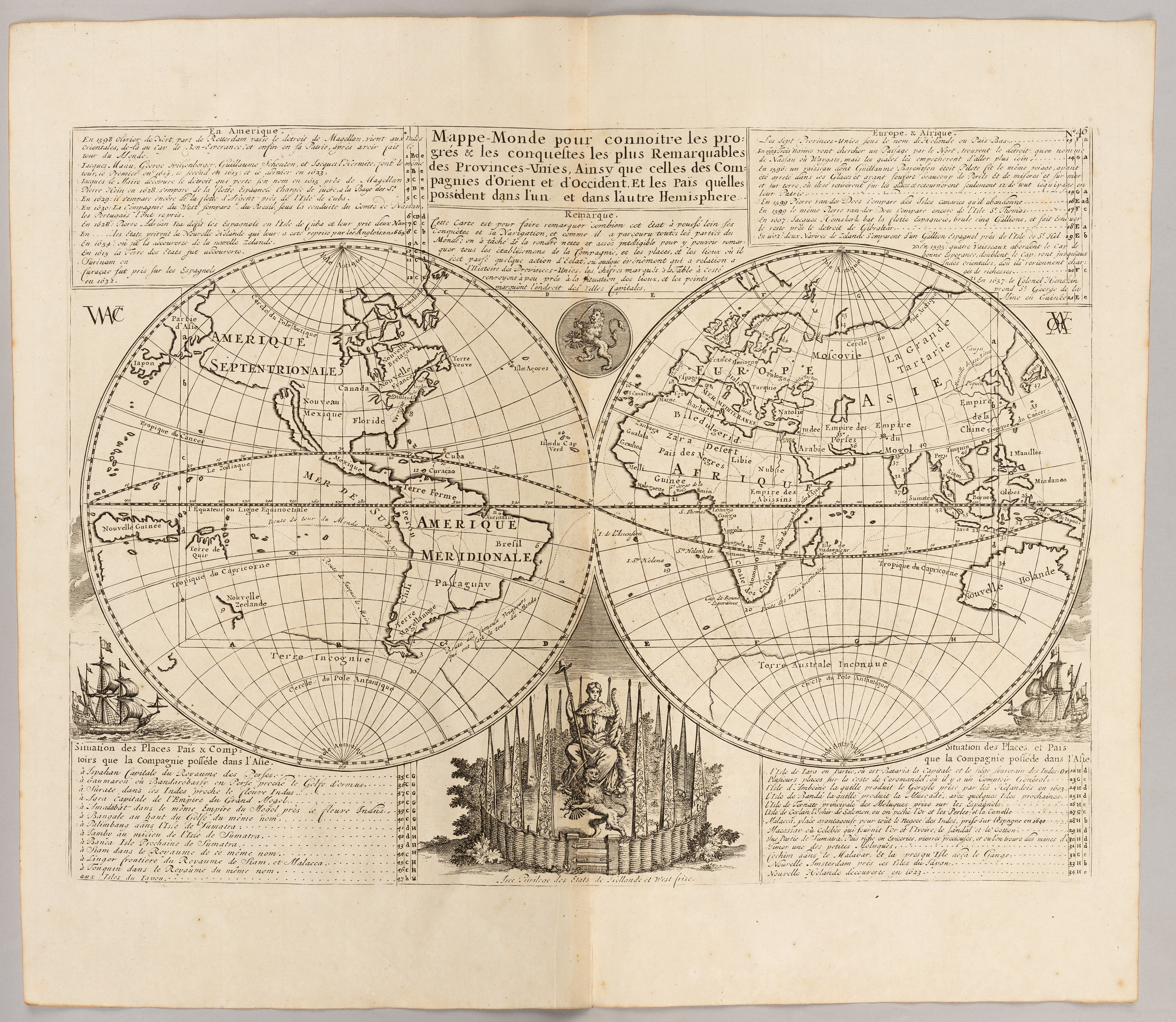
Mappemonde pour connoitre les progrés & les conquestes […] des Provinces-Unies, dans : Dans HENRI-ABRAHAM CHATELAIN (1684-1743), NICOLAS GUEUDEVILLE (1652-1721 ?), Atlas historique, Amsterdam : L’Honoré & Chatelain, 1721, tome 1, planche 46.

Les Néerlandais ont suivi l'Espagne et le Portugal dans la création d'un empire hors de l'Europe continentale. Sous le règne de Charles Quint, empereur du Saint-Empire romain germanique et roi d'Espagne, les actuels Pays-Bas faisaient partie des 17 provinces des Pays-Bas espagnols qui comprenaient également la Belgique et le Luxembourg actuels, ainsi que le nord de la France. En 1624, le Néerlandais Pierre Minuit fonde La Nouvelle-Amsterdam sur le site actuel de New York, aux États-Unis. Après avoir obtenu leur indépendance de l'Espagne en 1648, les Néerlandais des Provinces-Unies devinrent l'une des plus importantes puissances maritimes et économiques du XVIIe siècle. Cette période durant laquelle les Pays-Bas établirent des colonies et des comptoirs à travers le monde est aussi connue sous le nom de siècle d'or néerlandais. Leurs techniques de navigation et commerciales, la montée d'un nationalisme et d'un militarisme accompagnant l'indépendance contribuèrent à cette aventure. Comme les Anglais, le début des possessions coloniales se fit au travers de compagnies coloniales capitalistes privées avec la domination de la Compagnie néerlandaise des Indes orientales, l'intervention directe de l'État néerlandais dans l'entreprise coloniale n'arrivera que plus tard. Les navigateurs et commerçants néerlandais participèrent aussi à la fièvre exploratrice qui caractérisa les XVIe et XVIIe siècles, même si les vastes territoires découverts par Willem Barents, Henry Hudson, Willem Janszoon et Abel Tasman en Arctique, Australasie ou Océanie ne se transformèrent pas ou peu en colonies néerlandaises.
Avec la montée rapide de la puissance navale néerlandaise à la fin du XVIe siècle, les Provinces-Unies régnèrent sur les océans et dominèrent le commerce mondial durant la seconde moitié du XVIIe siècle, ce qui fit des Provinces-Unies une des premières puissances mondiales maritimes de cette époque. La richesse apportée provoqua aussi un important développement culturel pendant ce siècle lui donnant ce nom de siècle d'or néerlandais. Les guerres anglo-néerlandaises (1652-1678) avaient affaibli la flotte néerlandaise au profit de l'anglaise et occasionné la perte de la Nouvelle-Néerlande en 1664 et sa cession définitive en 1673. Les Pays-Bas perdirent beaucoup de leurs possessions coloniales, comme leur statut de puissance mondiale, au profit des Anglais lorsque le pays fut envahi par les armées révolutionnaires françaises. Après la chute de Napoléon, les parties récupérées de l'empire néerlandais, surtout les Indes orientales néerlandaises (actuelle Indonésie), le Suriname et les Antilles néerlandaises restèrent sous le contrôle de La Haye jusqu'au déclin des empires européens au milieu du XXe siècle.
Du XVIIe au XIXe siècle, environ un million de personnes ont été réduites en esclavage par les autorités néerlandaises. Cette main-d'œuvre permit aux Pays-Bas de constituer la première puissance commerciale de 1584 à 1702.

## Liste des colonies et établissements néerlandais

### Spitzberg / Smeerenburg
- Spitzberg (ca 1620 à ca 1660), aujourd'hui Svalbard, Norvège.

### Amérique du Nord

#### LaNouvelle-Néerlande

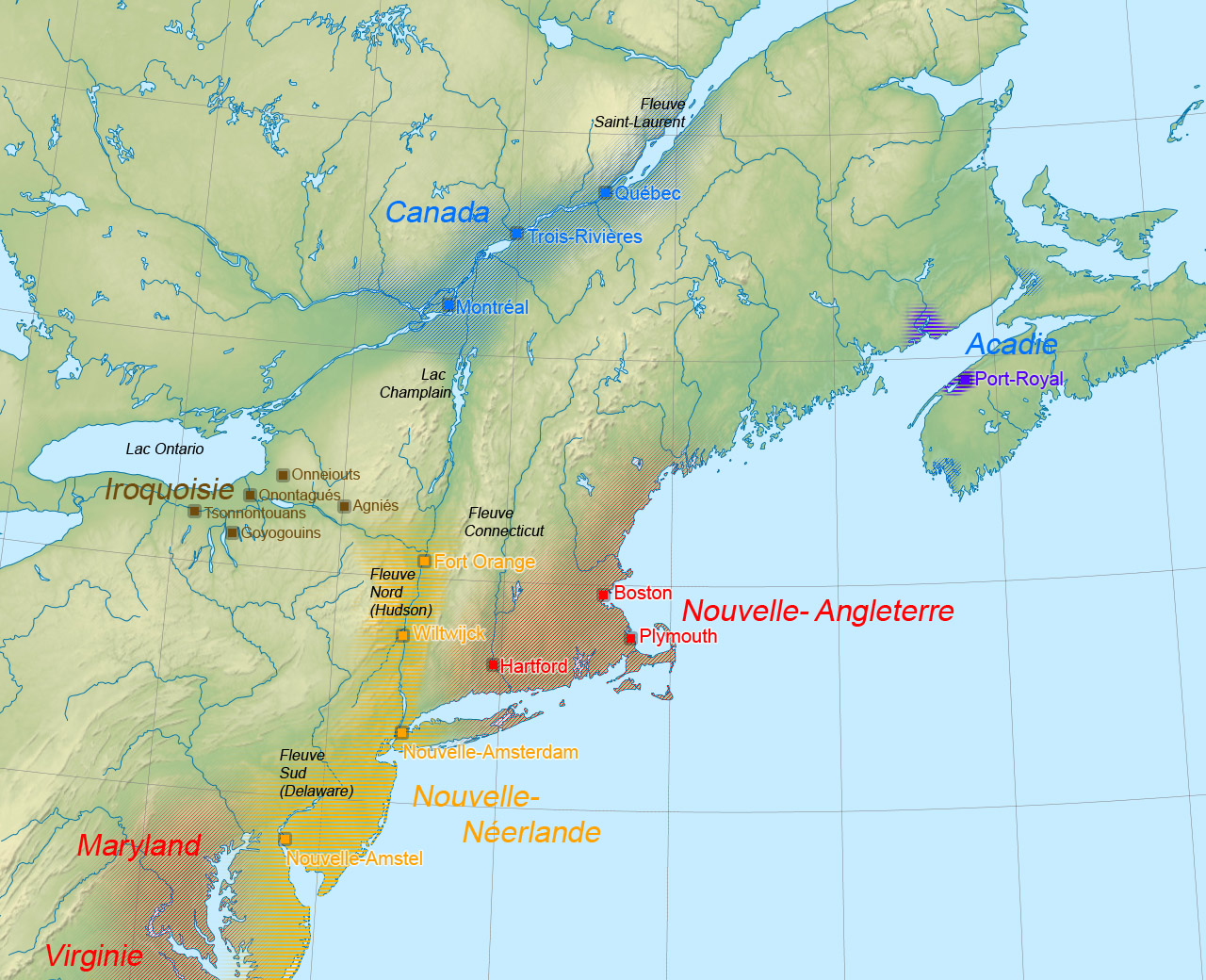
Carte politique du nord-est de l'Amérique du Nord en 1664.

Le fleuve Hudson fut visité par Henry Hudson alors au service de la Compagnie néerlandaise des Indes orientales (VOC) en 1609. Dès 1614, apparait le nom de Nouvelle-Néerlande sur les cartes de L'explorateur Adriaen Block. La colonie s'étendait alors sur plusieurs États américains actuels dont New York, le Delaware, la Pennsylvanie, le New Jersey et le Connecticut.
- La Nouvelle-Amsterdam et sa périphérie (actuels Staten Island et Long Island), capitale commerciale et administrative de la colonie allait devenir New York après la conquête anglaise de 1664.
- Fort Orange/Beverwijck située plus au nord qui fut rebaptisée Albany sous le régime britannique.
- La région irriguée par la rivière Delaware fut occupé par la Suède. La Nouvelle-Suède tombe aux mains des Néerlandais en 1655 après seulement 17 années d'existence. La ville d'Amsterdam y fonde La Nouvelle-Amstel, ayant reçu les berges du Delaware comme domaine seigneuriale des mains de la Compagnie des Indes occidentales.

### L'Amérique centrale et les Antilles

#### Les Antilles néerlandaises
Les Antilles néerlandaises de 1620 à aujourd'hui :
- Aruba : de 1636 à 1805 et de 1815 à aujourd'hui ;
- Curaçao : de 1634 à 1805 et de 1815 à aujourd'hui ;
- Bonaire : de 1636 à 1805 et de 1815 à aujourd'hui ;
- Saint-Martin : de 1620 à 1633 et 1648 (traité avec la France) à aujourd'hui (avec intermittences) ;
- Saint-Eustache : de 1636 à aujourd'hui (avec intermittences) ;
- Saba : de 1640 à aujourd'hui (avec intermittences).

#### Îles Vierges
De 1625 à 1680, aujourd'hui Îles Vierges britanniques ou américaines (Sainte-Croix) :
- Sainte-Croix : de 1625 à 1650 ;
- Tortola : de 1648 à 1672 ;
- Anegada : de 16.. à 1680 ;
- Virgin Gorda : de 16.. à 1680.

#### Tobago
Nouvelle-Walcheren : de 1628 à 1677, aujourd'hui fait partie de Trinité-et-Tobago

### Amérique du Sud

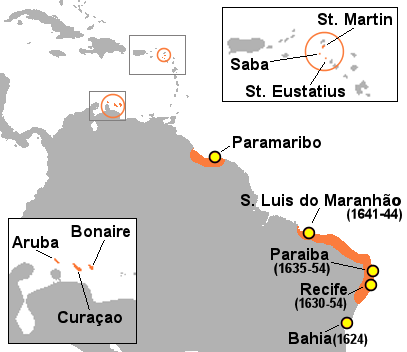
Possessions néerlandaises 1620-1800

#### Côte sauvage
Dès la fin du XVIe siècle, des marchands et entrepreneurs, majoritairement zélandais, établissent des réseaux de commerce et s'établissent même le long de l'Amazone. Avant même la trêve de 1609 avec l'Espagne, les Néerlandais entreprennent de coloniser une partie de ce qui est connu alors sous le nom de la Côte sauvage (entre Orénoque et Amazone). Ils s'implanteront durablement le long des fleuves Essequibo, Berbice, Demerara et Pomeroon. Aux traités de Westphalie, en 1648, l'Espagne reconnaîtra la région comme néerlandaise. L'île de Cayenne fut aussi colonisée par les Néerlandais à plusieurs reprises sans succès avant que des Juifs et autres réfugiés brésiliens ne s'y établissent dès 1654, les Français ayant déserté le site deux ans plus tôt. Cayenne fut reprise en 1664 au nom de Louis XIV (malgré l'alliance franco-néerlandaise de 1662) par Joseph-Antoine Le Febvre de La Barre.
Prise aux Anglais durant la Deuxième guerre anglo-néerlandaise, la colonie de Suriname (Paramaribo ou Fort Zealandia) et ses rentables plantations de cannes à sucre passèrent aux mains des Néerlandais, avec la signature du traité de Westminster de 1674. Elle resta un territoire d'outre-mer néerlandais jusqu'à son indépendance en 1975.
Le développement de la Côte sauvage en tant que colonie fut long et pénible et sujet de compétitions entre la chambre zélandaise et amstellodamoise de la WIC. La Zélande finit par contrôler au sein de la compagnie coloniale les réseaux coloniaux de la Côte sauvage. Objet des convoitises néerlandaises, anglaises et françaises, ses établissements durent subir plus d'une fois pillages et occupations. Seule Berbice ne changea pas de mains au XVIIe siècle. Les colonies néerlandaises éparpillées entre l'Orénoque et le Maroni ne connurent la prospérité qu'aux XVIIIe et XIXe siècles.
- Berbice : de 1627 à 1814, aujourd'hui fait partie de Guyana
- Démérara : de 1752 à 1814, aujourd'hui fait partie de Guyana
- Essequibo : de 1616 à 1814, aujourd'hui fait partie de Guyana
- Pomeroon : du début du XVIIe siècle à 1814

#### Nouvelle-Hollande (Brésil)

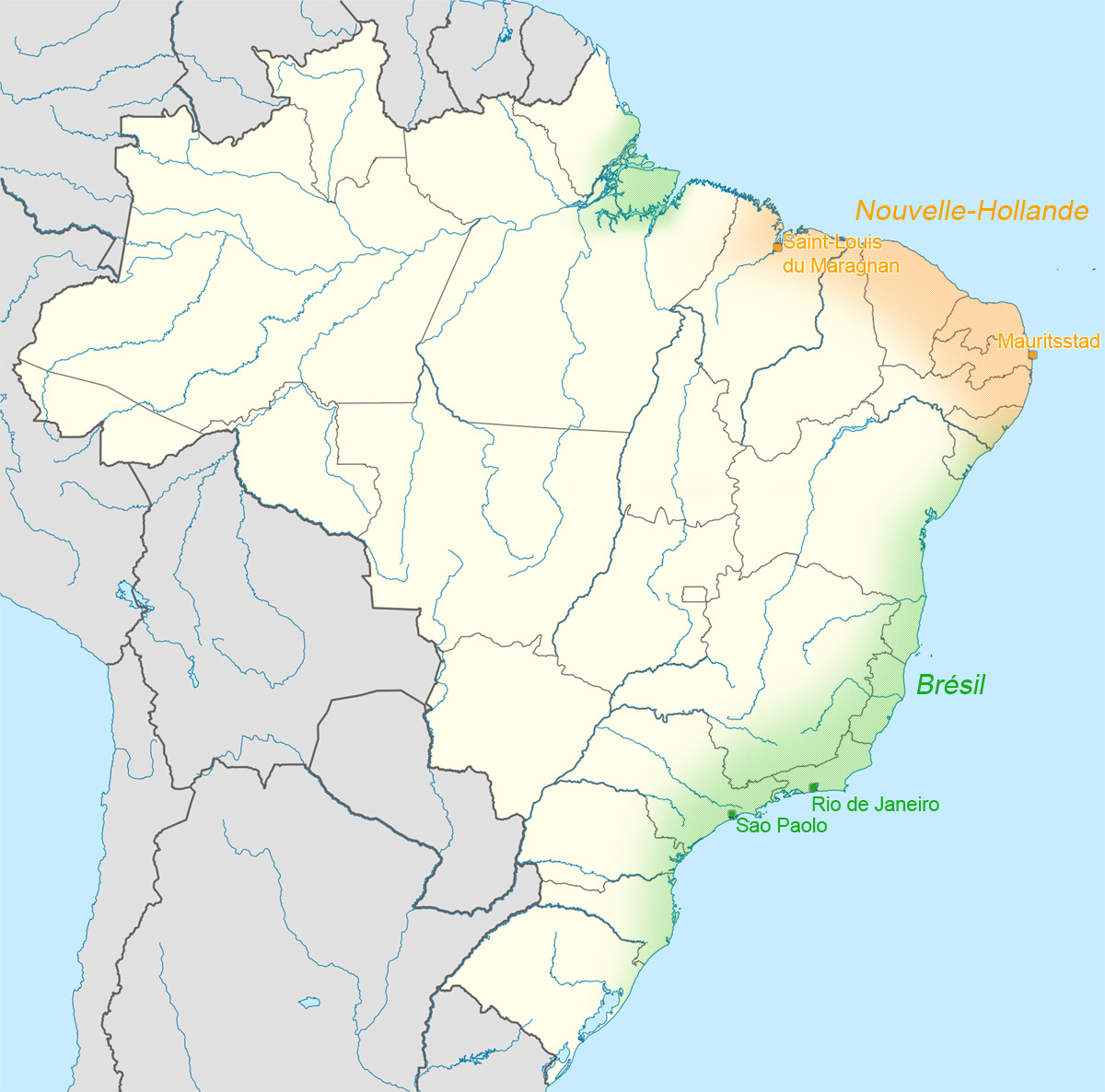
Carte de la Nouvelle-Hollande à son apogée en 1644

Les Néerlandais ont conquis la moitié du Capitanas et l'ont conservé de 1630 à 1654. Ces possessions concentrées autour de la ville de Recife (appelée alors Pernambouc ou Mauritstadt en néerlandais) étaient connues sous le nom de Nouvelle-Hollande (Nieuw Holland) et font partie du Brésil.

#### Chili
- Île de Chiloé : occupée par Hendrik Brouwer, 1643

### Afrique

#### Mauritanie
- Île d'Arguin, de 1633 à 1678 puis de 1724 à 1728

#### Sénégal
- Portudal
- Rufisque
- Joal
- Île de Gorée (Goeree eiland), de 1617 à 1663 puis du 24 octobre 1664 (reprise par la flotte néerlandaise de l'amiral de Ruyter) à 1677, aujourd'hui île du Sénégal.

#### Sierra Leone
- Île de Tasso (de) (ou Saint-André) et île de Bunce : en 1664, lors de la deuxième guerre anglo-néerlandaise (1665-1666), l'amiral de Ruyter détruit ces colonies anglaises, en prend possession mais sans les occuper.

#### Liberia
- Kaap Mount, actuelle Robertsport au Cape Mount, péninsule occidentale du Liberia, proche de la Sierra Leone.

#### Ghana (Côte de l'Or)
Fondée en  1598 par un marchand de Medemblick, Bernard Ericks, la colonie de Côte-de-l'Or néerlandaise s'étend en 1637 avec la prise de la place forte portugaise de São Jorge da Mina par la Compagnie néerlandaise des Indes occidentales. L'établissement colonial est ensuite transféré aux britanniques en 1872.

#### Togo
- Petit Popo (Popo, Aného), de 1731 à 1760

#### Bénin
- Great Popo, de 1680 à ? ;
- Ouidah, fort portugais de Ouidah (1670-1687 et 1702-1724/1726) ;
- Godomey, Jaquim, Jakri, Fort-Zelandia (1726–1734) ;
- Offra (?) (1675-1691) ;
- Appa (?) et Ekpè (1732-1736) ;
- Savi (Ouidah) ;
- Allada et Ardra.

#### Nigeria
- Bénin (1705 à 1736)
- Badagry (1737 à 1748)
- Epe (1732 à 1755)

#### Congo
- Loango (Boary) : de 1648/ à 1686/ 1721-1726)
- Ngoyo ou G'oy

#### Guinée équatoriale
- Annobón : 1641 à 164?/ 1665 à 16.. puis au Portugal

#### Angola
Du 26 aout 1641 au 21/24 août 1648, aujourd'hui en Angola :
- Sao Paulo de Luanda (Luanda) : Fort-Aardenburgh au Portugal ;
- Sao Felipe de Benguela : de septembre 1641 à 1648, au Portugal ;
- Pinda ou Mpinda (Sonyo) : Bouche du fleuve Congo: de 1648 au Portugal ;
- Ensandeira Island (Bouche de la rivière Cuanza) Fort-Mols : de juin 1645 à 1648 au Portugal ;
- Malemba (Malembo, au Cabinda).

#### Sainte-Hélène
(Aujourd'hui territoire britannique)

#### Sao Tomé
Du 18 octobre 1599 au 20 octobre 1599 puis du 3 octobre 1641 au 16 octobre 1641, aujourd'hui partie de Sao Tomé-et-Principe

#### Colonie du Cap
de 1652 à 1806, Kaapkolonie ou Colonie du Cap aujourd'hui en Afrique du Sud
En 1652, la VOC établit au Cap de Bonne-Espérance une base de réapprovisionnement pour ses navires, située à mi-chemin entre les Indes néerlandaises orientales et les Indes néerlandaises occidentales mais surtout les Pays-Bas. La région présentant alors peu d'intérêt pour le négoce, elle allait surtout être une des rares colonies de peuplement néerlandais. La Grande-Bretagne saisit la colonie en 1797 durant l'occupation française et l'annexa en 1805. Les colons néerlandais restèrent en Afrique du Sud après la prise de contrôle britannique et plus tard entamèrent le Grand Trek à travers le pays pour rejoindre le Natal. Ils furent soumis par les Anglais après la seconde guerre des Boers (1899-1902) et sont connus maintenant sous le nom d'Afrikaners.

#### Mozambique
De janvier 1721 au 23 décembre 1730, aujourd'hui au Mozambique
- Baie de Maputo : Fort-Lydsaamheid.

#### Madagascar
- Baie Antongil : de février 1641 à juillet 1646

#### Maurice
De 1638 à 1658 puis de 1664 à 1710, aujourd'hui l'île Maurice

#### La Réunion
Voir à ce sujet l'article Histoire de La Réunion.

### Asie

Les possessions et les échanges commerciaux de la compagnie des Indes néerlandaises au.

#### Indes orientales néerlandaises
De 1605 à 1942, aujourd'hui l'Indonésie (avec périodes d'occupation britannique entre 1799 et 1803, et 1805-1817.
En 1621, Jan Pieterszon Coen, gouverneur général de la VOC, installée depuis 1619 à Batavia, débarque à la tête d'une expédition punitive au cours de laquelle la population des îles Banda est massacrée, soit 14 000 personnes.

##### Nouvelle-Guinée néerlandaise
De 1828/1895 à 1961, la région de Nouvelle-Guinée occidentale constitue aujourd'hui les provinces indonésiennes de Papouasie et de Papouasie occidentale.

#### Malacca
De 1644 à 1824, aujourd'hui en Malaisie (Malacca).
Les Néerlandais prirent Malacca sur la côte occidentale de la péninsule du même nom aux Portugais en 1641. Conformément au traité signé avec le Stathouder Guillaume V d'Orange-Nassau (alors en exil au Royaume-Uni), il fut donné aux Anglais en 1806, durant les guerres napoléoniennes. Il fut rendu au royaume uni des Pays-Bas en 1816, puis cédé aux Anglais lors du Traité anglo-néerlandais de 1824.

#### Ceylan
De 1658 à 1796, aujourd'hui le Sri Lanka
La première arrivée des Néerlandais à Ceylan date de 1602, l'île était alors sous contrôle portugais. En 1658, les Néerlandais les en avaient complètement chassés. Entre 1505 et 1658, les Portugais avaient le contrôle des côtes mais pas de l'intérieur de l'île. Bouddhistes, hindous et musulmans avaient eu à souffrir des persécutions religieuses sous la loi portugaise, les Néerlandais étaient plus intéressés dans le commerce que dans la conversion chrétienne des populations. Ceylan resta un comptoir majeur du commerce néerlandais jusqu'à sa prise par les Anglais en 1796. L'importance venait de sa position, à mi-chemin entre les colonies néerlandaises d'Indonésie et celles du Cap.

##### Îles de Ceylan
- île de Mannar : de 1658 à 1802
- île Delft (Nairendivo) : de 1658 à 1802, Traité d'Amiens, aux Anglais
- île Amsterdam (Carredive)
- île Rotterdam (Annelledivo)
- île Haarlem (Neynadivo)
- île Middelburg (Pongeredivo)
- île Leiden (Tannindivu ou Ourature)
- île De Twee Gebroeders ; Hoorn en Enkhuizen (Iranaitivu).

#### Formose
De 1624 à 1662, de nos jours Taïwan
Les Néerlandais maintinrent une base, Fort Zeelandia, à Taïwan de 1624 jusqu'à 1662 quand ils en furent expulsés par le chinois Koxinga. L'île était une source d'approvisionnement en canne à sucre et en peaux de daim. C'était aussi un lieu où les marchands néerlandais de la VOC pouvaient commercer avec les marchands chinois du continent. Ils pouvaient y acheter la soie nécessaire au marché japonais.

#### Pescadores
Fort : de 1620 à 1624 (25 août)

#### Japon
de 1641 à 1857, aujourd'hui Deshima au Japon
Initialement les Néerlandais avaient un comptoir commercial à Hirado, de 1609 à 1641. Plus tard, les Japonais accordèrent aux Néerlandais un monopole du commerce avec le Japon, mais seulement de Deshima, une île artificielle au large de la cote de Nagasaki de 1641 à 1853. Durant cette période, ils étaient les seuls européens autorisés au Japon. Les commerçants chinois et coréens étaient toujours les bienvenus, mais restreints dans leur liberté de circulation.

#### Inde

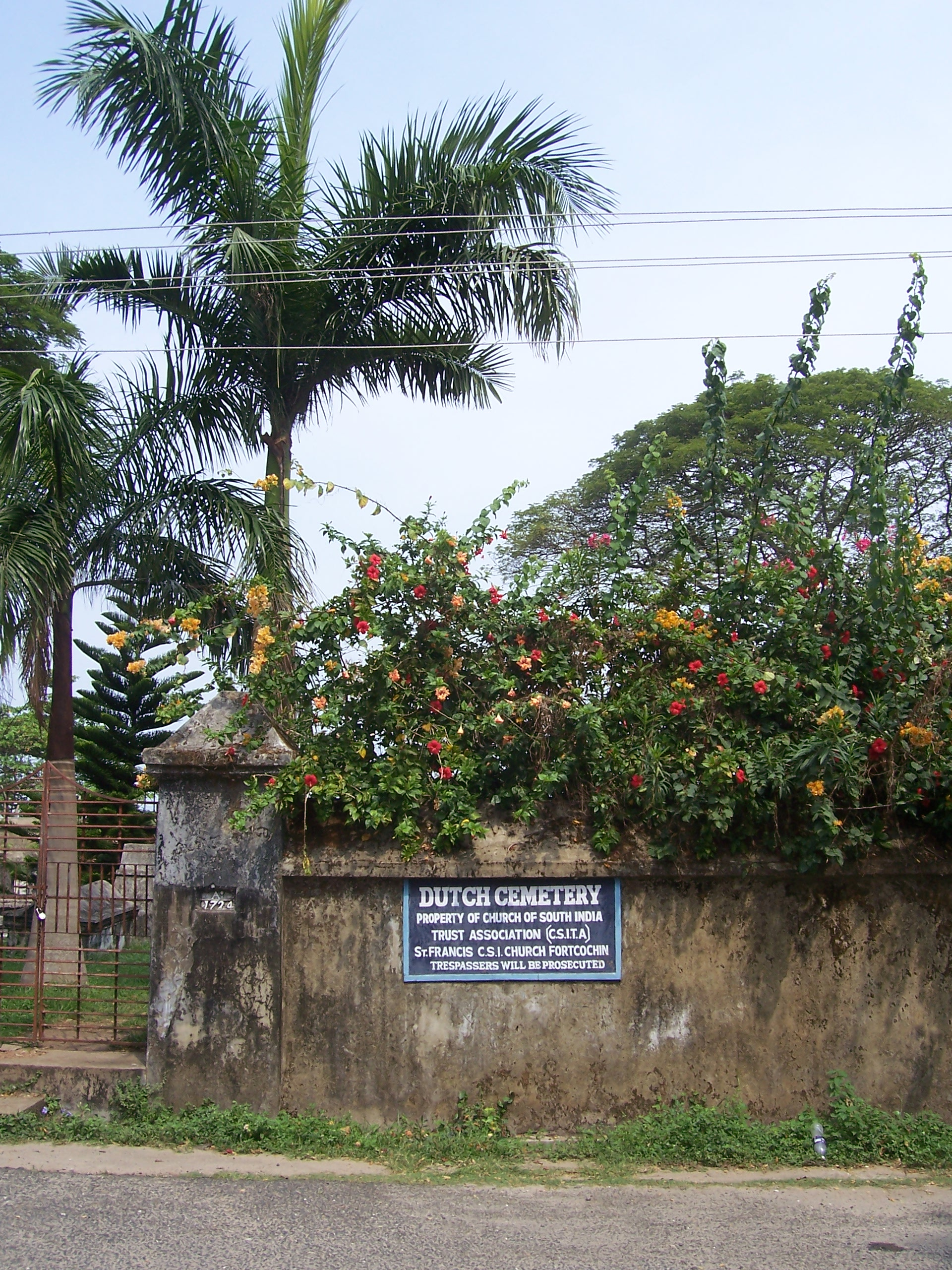
Entrée du cimetière néerlandais de Fort Cochin.

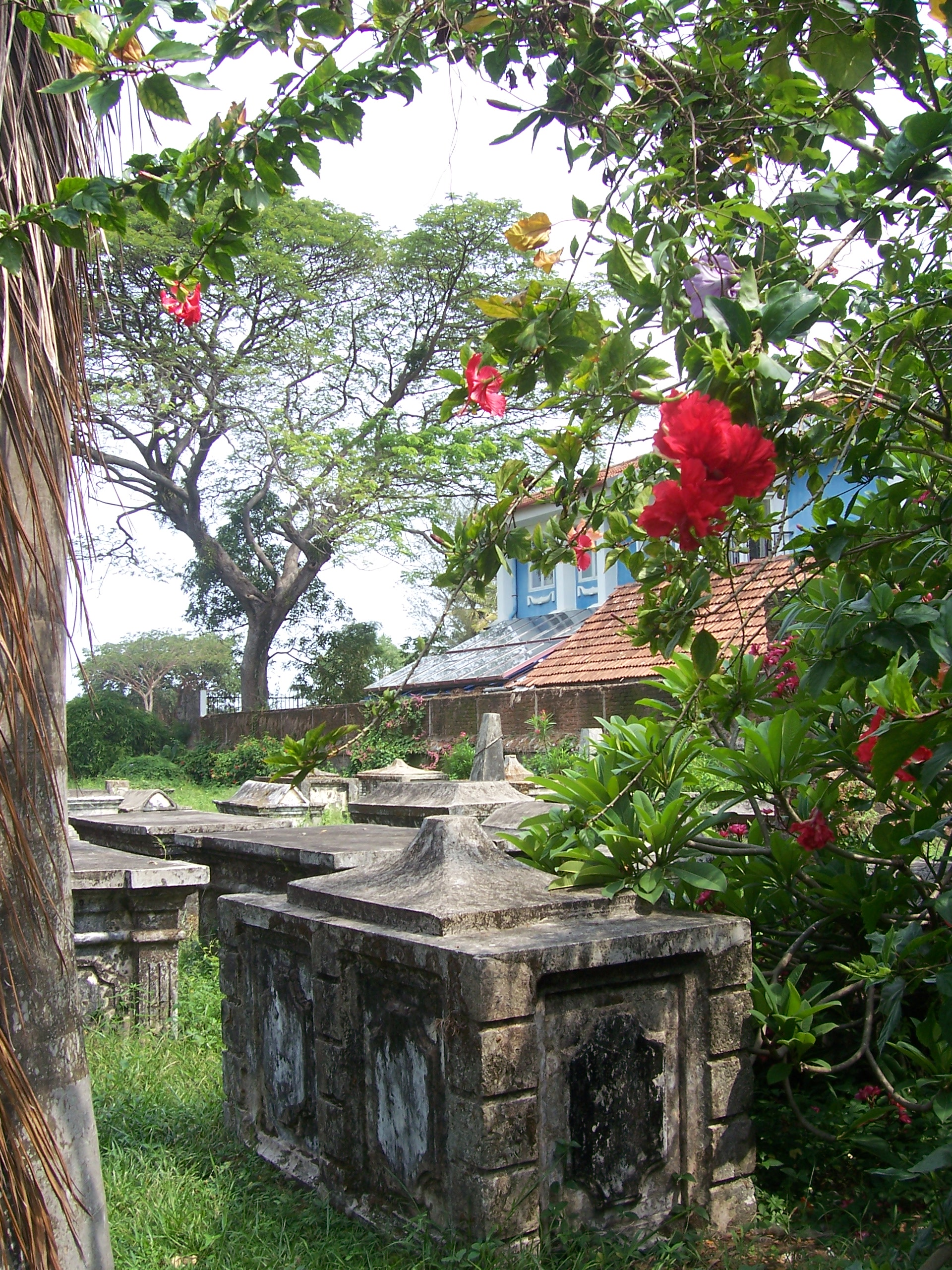
Tombe du cimetière néerlandais de Fort Cochin.

##### Bengale
Fabriques et plantations néerlandaises dans ce qui est de nos jours le Bengale Occidental.
- Pipely : de 1635- à 1798
- Chinsurah, sur le Hooghly, près de Calcutta : de 1635- à 1798
- Baleshwar (Bellasoou), maintenant en Orissa : de 1676-1798
- Murshidabad

##### Suratte
Surat : de 1616 à 1795
- Âgrâ : de 1621 à 1720
- Burhanpur
- Ahmadabad : de 1617 à 1744
- Bharuch (Broach, Barygaza)
- Vengurla : de 1637 à 1685

##### Malabar
Partie méridionale de la côte occidentale de l'Inde
- Cranganoue ou Cranganou (Kodungallou) : de 1662 (pris au Portugal)
- Cochin de Cima (Pallipuram) : de 1661 (pris au Portugal)
- Cochin, Cochin de Baixo ou Santa Cruz : de 1663 (pris au Portugal)
- Quilon (Coylan) : de 166) (pris au Portugal)
- Cannanore : de 1663 à 1790 (pris au Portugal)
- Kundapura : de 1667à ca.1682
- Kayankulam (ca. 1645)
- Ponnani (ca. 1663)

##### Coromandel
Côte orientale de l'Inde
- Golkonda : de 1662-ca 1733
- Bimilipatnam (Bheemunipatnam (en)), en 1687-1795 & 1818-1825, remis aux Anglais
- Jaggernaikpoeram (Kakinada), en 1734–1795 & 1818-1825, remis aux Anglais
- Daatzeram (Drakshawarama), en 1633-1730
- Nagelwanze, en 1669-1687
- Palikol (Palakollu), en 1613-1781 & 1785-1795 & 1818 à 1825, remis aux Anglais
- Masulipatnam (Machilipatnam), en 1605-1756
- Petapoeli (Nizampatnam (en)), en 1606-1668
- Paliacatta (maintenant Pulicat (en)), en 1610-1781 & 1785-1795 & 1805-1825, remis aux Anglais
- Sadras (en), en 1654-1757 & 1785-1795 & 1818-1825, remis aux Anglais
- Tierepopelier (Thirupathiripuliyur (en)), en 1608-1625
- Tegenapatnam, Kudalur (Cuddalore), en 1647-1758
- Pouto Novo (Parangippettai), en 1608-1825 (1er juin)), remis aux Anglais
- Negapatnam (Nagapattinam), en 1658-1781, remis aux Anglais.
- Tuticouin et de Tutucouim (Thoothukudi), en 1658-?
- Travancore, aujourd'hui fait partie de l'Inde

#### Birmanie(Myanmar)
- comptoir de Mrohaung (Arakan) : de 1625 à 1665
- comptoir de Siriangh (de Syriam) : de 1635 à 1679
- comptoir d'Ava ca. 1635 à 1679
- comptoir de Martaban (ca. 1660-.)

#### Siam(actuelle Thaïlande)
- comptoir de Ayutthaya : de 1613 à 1767
- comptoir de Patani (Pattani) : de 1602 à 1623
- comptoir de Sangoua (Songkhla) : de 1607 à 1623
- comptoir de Ligor (Nakhon Si Thammarat) de 1664 à 1705 et de 1752 à 1756

#### LeTonkin/Annam(actuel Viêt Nam)
- comptoir de Tonkin : de 1636 à 1699
- comptoir d'Hoi An : de 1636 à 1741

#### Perse(actuel Iran)
- comptoir d'Esfahan (d'Ispahan) : de 1623 à 1747
- comptoir de Bandar-e Abbas (de Gamron) : de 1623 à 1766
- comptoir d'e Kharg. Fort-Mosselstein de 1750 à 1766
- comptoir de Band-e Kong : de 1665 à 1753

#### Mésopotamie(actuel Irak)
- Al Basrah (Bassorah).

#### Yémen
- comptoir d'Al Mukha (Mocca), : de 1620 à 16.. et de 1697 à 1757
- comptoir d'Aden : de 1614 à 1620

### Océanie

#### Nouvelle-Hollande
Aujourd'hui Australie Occidentale
La partie occidentale de l'Australie fut reconnue par des navigateurs néerlandais - Willem Janszoon puis Abel Tasman - et passa dans la sphère néerlandaise sous le nom de Nouvelle-Hollande mais sans véritable prise de possession, ni réelle colonisation. On peut retracer les explorations néerlandaises sur la côte Nord-est où l'on retrouve beaucoup de toponymes néerlandais ainsi que de nombreuses épaves de navires néerlandais comme le Batavia. Lorsque les Anglais s'établirent sur cette côte, ils notèrent qu'il existait quelques petites poches de population indigène à la peau et aux yeux clairs et aux cheveux blonds, témoignage d'un métissage passé.

#### Nouvelle-Zélande
Découverte par Abel Janszoon Tasman et a été nommée Nieuw-Zeeland d'après la province néerlandaise de Zélande (Zeeland).

## Europe
Bien que ne faisant pas partie de ce que l'on nomme l'empire néerlandais, les Pays-Bas reçurent les Pays-Bas méridionaux lors du congrès de Vienne, en 1815. Les Pays-Bas méridionaux déclarèrent leur indépendance en 1830 (la révolution belge) et celle-ci fut reconnue par les Pays-Bas en 1839, donnant naissance à la Belgique. Lors du Congrès de Vienne, le roi Guillaume Ier des Pays-Bas fut fait Grand Duc du Luxembourg et les deux pays furent associés dans une union personnelle. L'indépendance du Luxembourg fut ratifiée en 1869. Quand Guillaume III des Pays-Bas mourut en 1890, ne laissant aucun successeur mâle, le Grand Duché fut donné à une autre branche de la Maison d'Orange-Nassau.

## Débat sur l'usage du terme «Empire néerlandais»
L'usage du terme empire pour désigner toutes les activités d'outre-mer néerlandaises fait débat car de nombreuses colonies n'étaient en fait que des postes de commerce gouvernées par deux entreprises privées : la Compagnie néerlandaise des Indes orientales et la Compagnie néerlandaise des Indes occidentales. Ce n'est qu'après la fin des guerres napoléoniennes en 1815 que les Britanniques rendirent à la monarchie néerlandaise les possessions qu'ils occupaient. Les Pays-Bas prirent alors en charge la gestion des colonies sans intermédiaires. Après cette date, tous les historiens utilisent le terme d'empire et d'impérialisme pour faire référence à un aspect plus européen et, la plupart du temps, seulement de 1880 à 1940, de leur colonisation. En 1968, un historien néerlandais écrivit pour un public anglais : « La politique coloniale néerlandaise n'a jamais été dominée par la vision d'établir un empire néerlandais en Asie », S. L. van der Wal dans Bromley et Kossmann.
De plus, il n'y avait pas de politique d'assimilation, et les indigènes n'étaient pas forcés d'adopter la langue néerlandaise, les mœurs ou Les coutumes des Néerlandais, comme la religion, protestante ou catholique. La colonisation étant surtout économique, les Indes néerlandaises n'étaient pas une colonie de peuplement pour les colons néerlandais, et la présence des Européens était restreinte. En revanche, les populations étaient soumises à l'occupant, qui pouvait avoir recours au travail forcé[réf. nécessaire].

## Traite négrière et esclavage dans l'Empire colonial néerlandais

### Période pré-1640
La traite négrière et l'esclavage sont d'abord des pratiques de l'Empire portugais. Environ 1700 Africains sont déportés sur la totalité de la première moitié du XVIe siècle, dont la moitié sur la petite île de Sao Taomé
Guillaume le taciturne, leader historique de la révolte des Pays-Bas espagnols, puis père et premier souverain du nouvel Etat néerlandais, dans son Apologie", publiée en décembre 1581, accuse le Roi d'Espagne Philippe II, fils de Charles Quint, d'être responsable de la mort d'au moins « vingt millions d'Amérindiens » dont ceux réduits en esclavage.
En 1596, un navire négrier portugais est pris par les Hollandais et ramené à Middeburg. Les 130 Africains à bord sont symboliquement libérés mais leur sort ultérieur n'est pas documenté. En 1606, les ventes d'esclaves sont toujours interdites chez les Néerlandais et un autre corsaire ayant pris un navire négrier portugais doit les céder à un navire anglais.
Dierick Ruiter, capitaine de navire hollandais, le « pilote de Middelburg », fut l'un des fondateurs de la Compagnie néerlandaise des Indes occidentales et l'auteur de plusieurs ouvrages décrivant les grands voyages des marins hollandais. Avec Willem Usselincx, autre cofondateur de la Compagnie en 1621, il fut l'un des farouches opposants à toute implication de la Compagnie néerlandaise des Indes occidentales dans le trafic d'esclaves, en faisant valoir sa bonne connaissance des pratiques dans l'empire portugais, grâce à ses voyages sur les côtes du Sénégal et d'Angola dès 1612, puis au Brésil en 1617.
Dans son ouvrage paru en 1623, Le flambeau de la marine, il dénonce cette pratique: "On gagne de l'argent de façon scandaleuse en vendant et en achetant des êtres humains", dans l'empire portugais. Dans un autre livre publié en 1623, il décrit les côtes de part et d'autre de l'Atlantique au début de 1618, lors d'une la traversée du Brésil au Congo, racontant l'usage de farine  de mantiocque, utilisée pour faire le « pain du Brésil » consommé durant la traversée. Cette farine était très appréciée des indigènes car en Angola, il pousse peu de produits qu'on pourrait employer comme (...) pain.
Les opposants à l'esclavage, soutenus par l'Église réformée et inspirés par les pièces de théâtre et chansons du dramaturge Gerbrand Adriaenszoon Bredero, auront plus de mal à faire respecter leurs principes à partir de la seconde partie du XVIe siècle. Gerbrand Adriaenszoon Bredero (1585-1618), dramaturge et poète spécialiste de la chanson burlesque en langage populaire, originaire d'Amsterdam, artiste majeur du Siècle d'or néerlandais, imprégné de l'esprit de la fin de la Renaissance fut l'un des opposants les plus connus à l'esclavage, alors interdit en Hollande mais pratiqué dans l'empire portugais et dénoncé par l'Église réformée hollandaise, qu'il a fustigé dans l'une de ses pièces Moortje, écrite en 1615, peu avant sa mort.

### Premières colonies au Suriname et dans la Caraïbe
Les nombreuses colonies hollandaises fondées au début du XVIe siècle au Suriname puis dans la Caraïbe ne reposent pas sur l'esclavage pour leurs cultures agricoles. La colonie d'Essequibo, d'abord appelée Pomeroon, est détruite par les Amérindiens et les Espagnols en 1596. Menés par Joost van der Hooge, membre de la confrérie Bentvueghels, les commerçants zélandais s'installent en 1613, sur Fort Hoog, une île nommée Kyk-over-al dans l'estuaire, à 25 kilomètres de l'océan, qui devient en 1621 l'un des sièges de la Compagnie néerlandaise des Indes occidentales puis en 1638 de sa section zélandaise: on y cultive du cacao, de l'indigo et du coton avec des colons blancs de Middelburg, Veere et Flessingue implantés à partir de 1624. Adrian Groenewegen y épouse la fille d'un chef caraïbe.
En 1626, une colonie de 500 personnes venues de La Rochelle cultive la Saramacca avant de fuir en 1629 puis revenir dix ans plus tard à 400, pour trois ans et d'être exterminés par les Amérindiens. En 1643, 300 Anglais s'installent et connaissent le même sort.
Dans les Antilles néerlandaises, à partir de 1627, les Néerlandais effectuent diverses reconnaissances à la recherche de salines naturelles, avant d'installer en juillet 1631 une petite garnison de trente hommes et quatre canons sur une presqu'île de Saint-Martin, qui est harcelée par les Espagnols puis mise sous contrôle de l'île de Saint-Eustache  colonisée en 1636, par la chambre de Zélande de la Compagnie néerlandaise des Indes occidentales. D'autres petites îles sont annexées militairement à la même époque mais pas réellement colonisées.
En 1634, une escadre de six vaisseaux sous le commandement de Joannes van Walbeeck et Pierre le Grand installe un gouverneur et 38 colons européens sur l'île de Curaçao, où vivent quelque 400 Amérindiens. Dans les années suivantes, la Compagnie néerlandaise des Indes occidentales oblige ses corsaires à rapporter à Curaçao tout butin acquis aux dépens des Espagnols. Le gouverneur néerlandais Matthias Beck signale une demande des Espagnols en Espagne, mais l'île n'accueille aucun esclave avant 1658.

### L'attaque du Brésil et des colonies portugaises de l'Angola
La création de la Compagnie néerlandaise des Indes occidentales (WIC) en 1621 remet en cause une situation avantageuse pour certains marchands des Pays-Bas qui recyclaient le sucre espagnol et portugais vers le reste de l'Europe. Mais la guerre de Trente Ans a démarré en 1618 et il s'agit pour l'Etat néerlandais de casser la production de sucre et de métaux précieux qui « financent l'armée espagnole en Europe ». Il s'agit de harceler la filière portugaise du sucre, de l'Angola au Brésil, par la piraterie en mer comme par l'attaque des ports. En 1624, les Néerlandais tentent deux fois de s'emparer de Luanda après la prise de Salvador de Bahia, au Brésil, via deux expéditions, menée par Philip van Zuylen puis Piet Heyn.
En août 1641, l'escadre hollandaise de l’amiral Cornelis Jol, prend en Angola le plus grand fort portugais, Luanda, capitale de la colonie, après ceux d’Arguin (1633) et d’Elmina (1637). Les Hollandais conserveront Luanda jusqu’en 1648 après que Willem Usselincx, fondateur de la Compagnie néerlandaise des Indes occidentales, décède en 1647.
Les Britanniques ont commencé à s’approvisionner en esclaves sur les côtes de l’Angola quelques années après 1641, mais indirectement et très progressivement, en récupérant des prises de guerre. Puis Dom Francisco Franque et le prince José du Ngoyo, deux notables locaux du Portugal, approchent les trafiquants anglais. En 1642, deux négriers anglais cèdent aux Espagnols 2000 esclaves acquis des Néerlandais en Angola.
A une « date mal connue » mais sans doute proche, les Anglais ont tenté eux-mêmes de trafiquer sur la côte de l’Angola et du royaume Kongo, mais se sont heurtés durablement au gouverneur portugais, selon l’historien américain John K. Thornton. Les Anglais sont surtout bien plus au nord, vers la future côte l'or du Guana. Fondée en 1598 sous forme de modeste comptoir par un marchand de Medemblick, Bernard Ericks, la Côte-de-l'Or néerlandaise ne démarre réellement qu'en 1637 par la prise d'une vieille place forte portugaise, São Jorge da Mina par la Compagnie néerlandaise des Indes occidentales. Les Anglais y sont présents depuis cinq ans à Kormantin, petit fort en bois qui avait pour mission de réapprovisionner les navires qui partent pour l'Inde ou en reviennent. Mais  Nicholas Crispe, un proche du roi Charles 1er, fondateur de la Guinea Company, forte de 15 navires et de deux comptoirs créés pour acheter de l'or en 1632, y créé un "dépôt d'esclaves" achetés à d'autres négriers au début des années 1640 et fortifie le site. Il alimente la Barbade, où la population noire atteint un millier de personnes en 1645, mais est déstabilisé entre 1640 et 1644 par des enquêtes du Parlement dénonçant ses trafics.
La doctrine néerlandaise ne change pas après l'attaque du Brésil portugais en 1630, menée par une flotte militaire de 67 vaisseaux hollandais et suivie par une guerre sanglante contre les colons portugais puis de leur repli dans certaines zones. Les Hollandais détruisent les deux tiers des moulins à sucre et leurs propriétaires les déménagent avant quand ils le peuvent.
Mais ces destructions font flamber le prix du sucre en Europe. Des Hollandais s'installent dans cette culture et veulent bénéficier de ces prix records. La Compagnie néerlandaise des Indes occidentales (WIC) est obligée de nommer une commission chargée d'étudier les demandes de colons qui veulent importer des esclaves au Brésil. La trace des travaux de cette commission existe dans les archives mais pas la décision prise.
Une dizaine d'années plus tard, la doctrine néerlandaise a déjà évolué. En 1640, Godefridus Cornelisz Udemans, écrivain prolifique suivi pour ses prescriptions détaillées de dévotion pour la vie quotidienne, considéré comme l'un des fondateurs de l'éthique protestante du travail, préconise une stricte observance du dimanche. Selon lui, le profit par le commerce est un signe de la bénédiction de Dieu, à condition que l'argent soit ensuite dépensé pour sa gloire et pas recherché comme une fin en soi.
L'esclavage doit être selon lui réservés aux païens, déjà victimes de l'esclavage spirituel de la superstition et de la sorcellerie. Les esclaves ne doivent donc pas être vendus aux Portugais ou aux Espagnols, car cela les exposerait au danger du catholicisme. Ils ont le droit de fuir en cas de mauvais traitement et doivent être baptisés puis libérés au bout de sept ans, doctrine qui amènera plus tard des propriétaires de plantations à retarder la conversion des esclaves.

### Le cas de l'océan Indien
Aux débuts de la présence des Néerlandais dans l’océan Indien, Madagascar continue à être une escale assez fréquentée avec environ quatre expéditions s'y arrêtant jusqu’en 1600. Ce phénomène se poursuit dans les deux décennies qui suivent, avec une trentaine de navires hollandais qui se ravitaillent dans les futures villes de Sainte-Marie, Saint-Augustin ou Fort-Dauphin. Mais en 1617, ils commencent à préférer la route plus rapide d’Hendrik Brouwer, dite des "quarantièmes rugissants", allant du cap de Bonne-Espérance directement vers l’Australie puis l'Indonésie. Ce sont les navires rentrant en Europe qui alors passent encore par Madagascar pour se ravitailler, ou par les comptoirs fondés à l’île Maurice (1638) et au Cap (1652). Du coup, le commerce des captifs ne commence que dans les années 1640, au moment où les Français lancent la création d’une compagnie privée en 1642, chargée d'importer des esclaves.
Le  commandeur Adriaen van der Stel, en 1642, dirige la première expédition négrière néerlandaise à Madagascar, dans la baie d’Antongil, qui échoue; une soixantaine de captifs s’enfuient dans l’intérieur de Maurice.
Deux autres expéditions sont organisées en 1644, obtenant à chaque fois, malgré quelques difficultés, une centaine d’esclaves. Finalement, la déception liée aux résultats du commerce avec Madagascar et les problèmes sur l’île Maurice conduisent les autorités de Batavia à arrêter cette traite en 1647.
Les Hollandais abandonnent Madagascar pour Le Cap, mieux situé sur la carte et qui vise une agriculture vivrière et l’élevage du bétail. Deux ans seulement après l’établissement de la colonie en 1652, Van Riebeeck propose en 1654 d’importer des esclaves pour le travail agricole. On y envoie les navires Rode Vos et Tulp, principalement pour chercher des approvisionnements. En 1666, onze Néerlandais sont tués par les Malgaches dans ce qui est baptisé la « Baie des Traitres » et signifie la fin des expéditions hollandaises sur la côte nord-est de Madagascar
.
Le nombre d'esclaves hollandais au Cap ne progresse que très lentement et passe de 851 en 1701 à 5 687 en 1751 et 16 839 à la fin du XVIIIe siècle.

### Le bouleversement des années 1650 au Suriname
Le bouleversement des années 1650 au Suriname est déclenché en 1650 par l'arrivée de milliers de personnes fuyant la Barbade, visée par une expédition maritime du nouveau maitre de l'Angleterre, le républicain Oliver Cromwell. Cayenne est fondée en 1656 et Nieuw Middelburg, futur grand producteur de sucre est à son tour fondée en 1658 .
Les implantations hollandaises du Guyana sont abandonnées en 1664 et n'ont qu'un seul moulin à sucre. En 1664, Alexandre de Prouville de Tracy prend Cayenne aux Hollandais. En décembre 1665, les Anglais, menés par le major John Scott, attaquent et détruisent Nieuw Middelburg. La majorité des Juifs partent pour Curaçao.
Les Néerlandais, dirigés par Abraham Crijnssen, ont aussi envahies les plantations sucrières anglaises du Suriname jugées plus rentables. Le 27 février 1667 et rebaptisées Fort Zeelandia, avec l'aide des nombreux esclaves marrons cachés dans la jungle. Les Anglais veulent emmener les Juifs, citoyens anglais, à la Jamaïque pour y développer le sucre, mais les Hollandais s'y opposent. Quatre mois plus tard, l'ex-gouverneur de la Barbade, l'Anglais Thomas Modyford fait venir à la Jamaïque près de deux-mille Anglais du Suriname, après le traité de Breda du 31 juillet 1667.

### Les justifications théoriques auXVIIIesiècle
Selon le docteur Gallantat, médecin de bord et professeur de médecine, auteur d'un manuel pour le trafic d'esclaves en 1769, la plupart des victimes sont nées esclaves ou des prisonniers de guerre qui auraient autrefois été exécutés et l'esclavage leur permet donc de survivre tandis que le négrier Wilhem Bosman affirme que ce sont des personnes soupçonnées d'adultère.
En Indonésie le système esclavagiste était plutôt complémentaire de la main-d'œuvre libre, non majoritaire et à prédominance urbaine.
Malgré ces justifications théoriques, les Hollandais ne parviennent plus à tenir le Suriname. En 1783, après un siècle de révoltes et de fuites d’esclaves (marronnage) du fait des dures conditions de vie de ces derniers, les Néerlandais signent un traité avec le chef des révoltés Aluku Nengé, surnommé Boni, reconnaissant une véritable autonomie aux Noirs réfugiés dans les zones forestières.
Les colonies sont reprises par les Britanniques de 1796 à 1799, menant aux traités par lesquels les trois colonies de l’Essequibo, Berbice et Demara (soit le Guyana) restent à la Grande-Bretagne, et celle du Suriname aux Pays-Bas.

### L’abolitionnisme néerlandais
Les abolitionnistes néerlandais ne fondèrent pas des sociétés, comme aux États-Unis, en Grande-Bretagne et en France mais souhaitaient cependant eux aussi rallier l'opinion en faveur de l'abolition de la traite, première étape pour obtenir celle de l'esclavage. En face, pas non plus de véritable lobby, représentant les planteurs des colonies. La religion affirmant que Dieu avait créé tous les hommes libres et égaux joua un rôle important et à partir des années 1790, la plupart des Néerlandais se ralliant ainsi à l'idée que les droits de l'homme concernaient également les non-Européens et les esclaves. Mais plus que la question de l'esclavage, les discussions publiques des années 1770-1790 aux Pays-Bas étaient dominées par un sentiment de déclin de la société, ce qui donnait un point d'appui aux défenseurs de l'esclavage comme A. Barrau, négociant à Amsterdam.
Plusieurs contributions au débat allant au contraire en faveur de l’abolitionnisme, et répliquant celle des abolitionnistes anglais, furent publiées dans « Contributions au bonheur de l'humanité » par la Société pour le Bien Commun. En 1789, l'un d'elles s'appuie sur l'Account of the slave trade (1788) du Britannique Alexander Falconbridge, qui fut médecin sur un vaisseau négrier, et témoignait en détail contre la traite et l'esclavage.